# Jan van Eyck

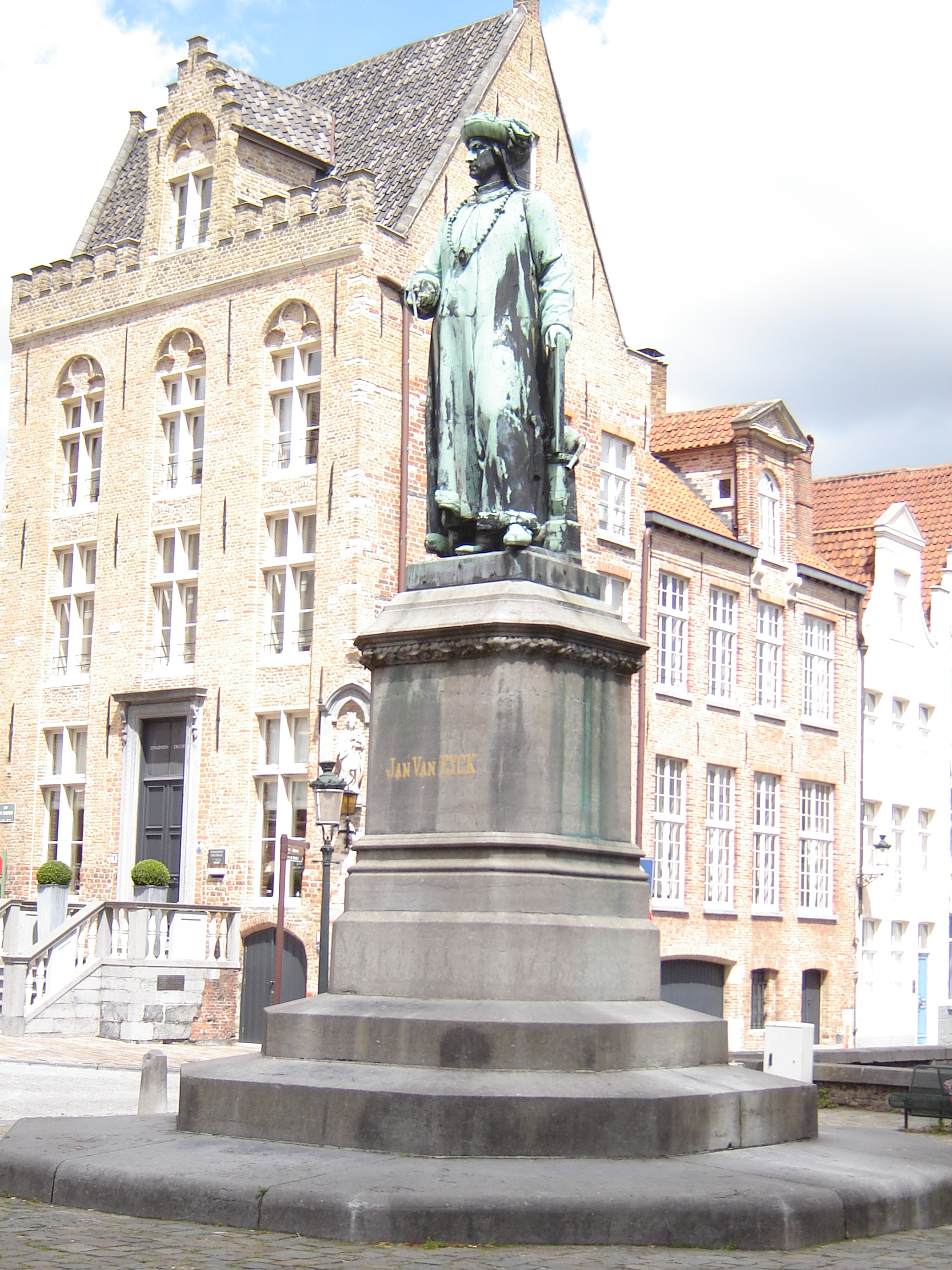
Jan van Eyck szobra Brugge-ben

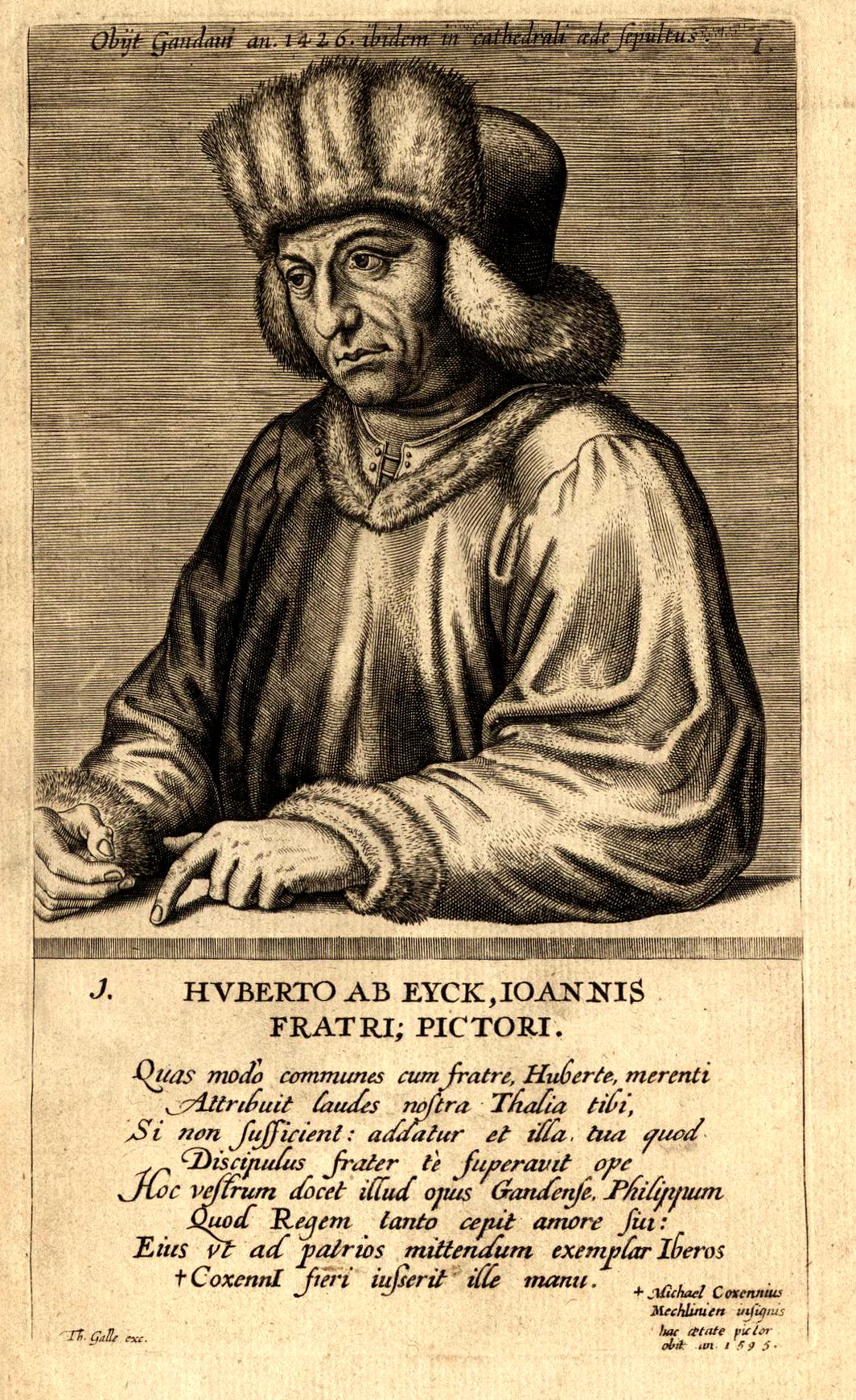
Hubert van Eyck portréja, fametszet

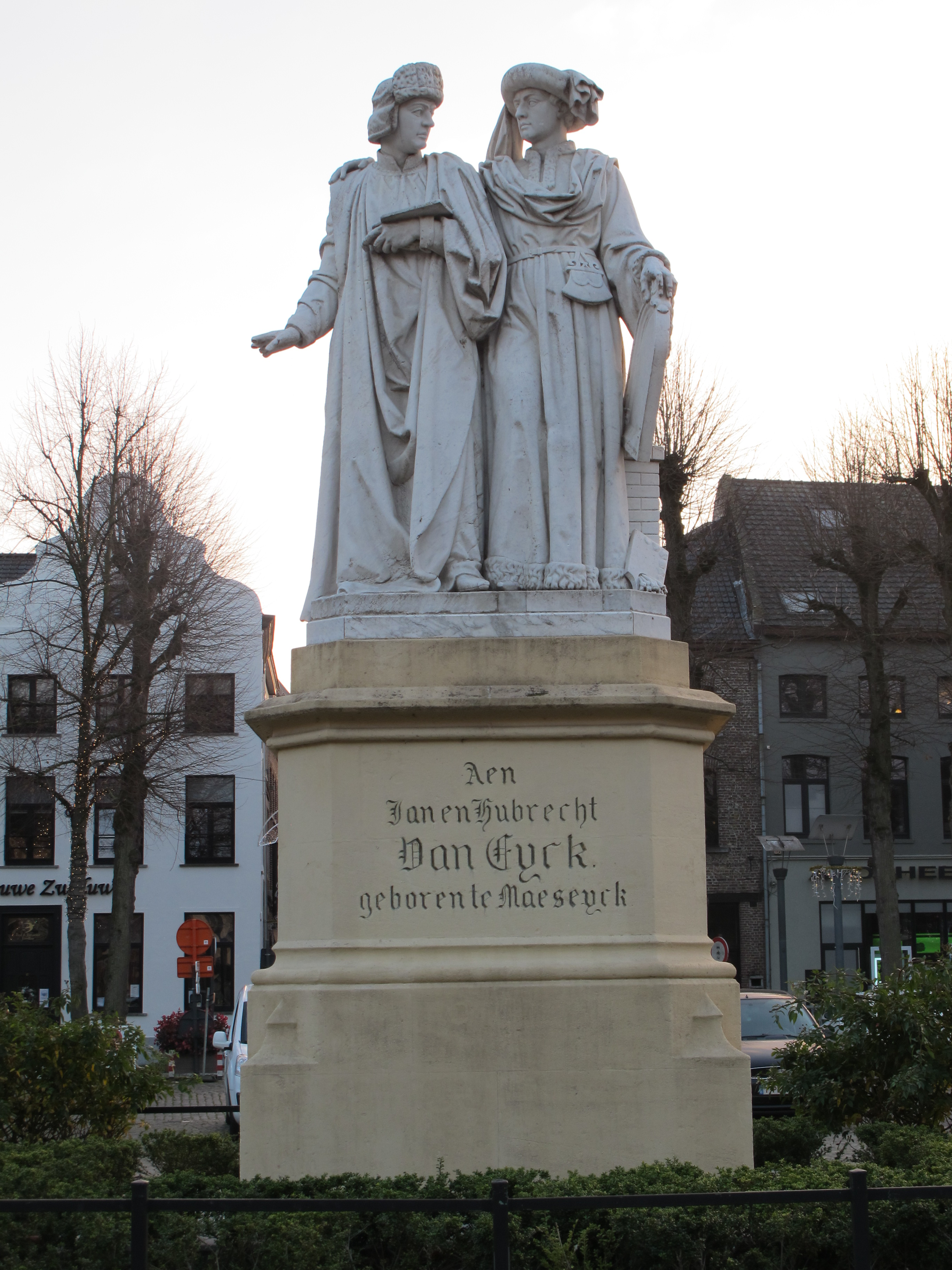
Jan van Eyck és testvére, Hubert van Eyck 1864-ben állított szobra Maaseik főterén

Jan van Eyck (Maaseik, 1390 körül – Brugge, 1441. július 9.) flamand festő, a korai németalföldi festészet egyik legkiemelkedőbb alakja. A francia-burgund-flamand könyvfestészet alapján Robert Campinnel és testvérével, Hubert van Eyckkal együtt a németalföldi táblaképfestészet megteremtője és a flamand tájképfestészet előfutára, a flamand reneszánsz első képviselőinek egyike.

## Élete
Van Eyck születési időpontja nem ismert. Először Hágában III. János bajor herceg udvari tanácsosának feljegyzései említik, 1422-ből. Az irat egy kifizetést rögzít Eycknak mint udvari festőnek, eszerint 1395-ben de inkább korábban születhetett. Önarcképe alapján is a legtöbb tudós 1395-nél korábbra teszi születési évét.
Jan van Eyck mellett feltétlenül meg kell említeni bátyját, a főrendi festő Hubert van Eyckot. Mindkettőjük feltételezett születési helye Maaseik városa, mely ma Maaseik járásban, Limburg tartományban, Flandria régióban, Belgiumban található. Nevük is a város nevéből eredhet, a Maas elhagyásával a szótő Eik (régiesen Eyck); a flamand van Eyck jelentése így Eyckből való.) Bátyjukat, Lambert van Eyckot a burgundi jogi dokumentumok említik, valamint kapcsolatukat sejteti még, hogy ugyancsak festő volt, és Jan van Eyck bruges-i műhelyét sok éven át vezette. Meg kell említenünk továbbá egy fiatalabb festőt is aki Dél-Franciaországban működött, Barthélemy van Eyckot. Valószínűleg ő is a család leszármazottja.
Van Eyck 1422-1425 között Bajor János holland helytartó festője Hágában. Bavariai János halálát követően, 1425-ben van Eyck a hatalmas és befolyásos Valoise herceg, burgundiai Jó Fülöp szolgálatába állt, az ő udvari festője, kamarása és alkalmi követe Lille-ben és Brugge-ben.
Jan van Eyck Brugge-ben hunyt el, 1441-ben. Itt temették el a Saint Donation templomban (amely a Francia forradalom során megsemmisült). Emlékére szobrot állítottak.
A legfontosabb rá vonatkozó korabeli forrás egy 1454-es biográfia a genovai humanistától, Bartholomeo Faciotól (De viris illustribus), Jan van Eyckot kora vezető festőjének nevezi. Ez a szöveg megvilágítja az elveszett művek tulajdonságait is, idéz egy fürdőjelenetet, és egy világtérképet, amit Eyck Jó Fülöpnek készített. Facio feljegyezte azt is hogy Eyck művelt férfi volt, járatos a klasszikusokban, különösen az id. Plinius festészeti írásaiban.  Ezt támasztja alá egy Ovidius – Ars Amore idézet, ami Arnolfini kettős portréjának mára elveszett eredeti keretén állt. De a latin szövegrészletek is festményein, a római írással. Jan van Eyck bizonyára jól tudott latinul, másképp nem lehetett volna annyi missziója a herceg megbízásából.

### Hírnév és elismerés
Több, a 20. században publikált dokumentum tartalmaz feljegyzéseket munkásságáról Fülöp szolgálatában. Számos misszióra küldte a herceg, és sok megrendelésen dolgozott. (A portugál Izabellát ábrázoló két portré kivételével, amit Fülöp parancsára festett mint az 1428-29-es asszonykérő delegáció tagja).
Mint hercegi festő és "valet de chambre", Jan van Eyck kivételesen jól javadalmazott volt. Éves bevétele már első házassága idején szép összegre rúgott, és ezt kétszer is megduplázták neki az első néhány évben, valamint gyakran kiegészítették különleges juttatásokkal. Egy 1435-ös dokumentum is azt támasztja alá, hogy művészete és személyisége magas elismerésben részesült. Ebben a herceg megfeddi kincstárnokait, mert nem fizették ki a művésznek járó éves bért, és minthogy az távozásra készült, az érvelést, miszerint sehol máshol nem találna hasonló kvalitású művészt és tudóst. A herceg volt a művész egyik gyermekének keresztapja is, támogatta özvegyét a művész halála után, de segített lányának is a konventbe lépéssel járó anyagi költségek előteremtésében.

### Genti oltárkép

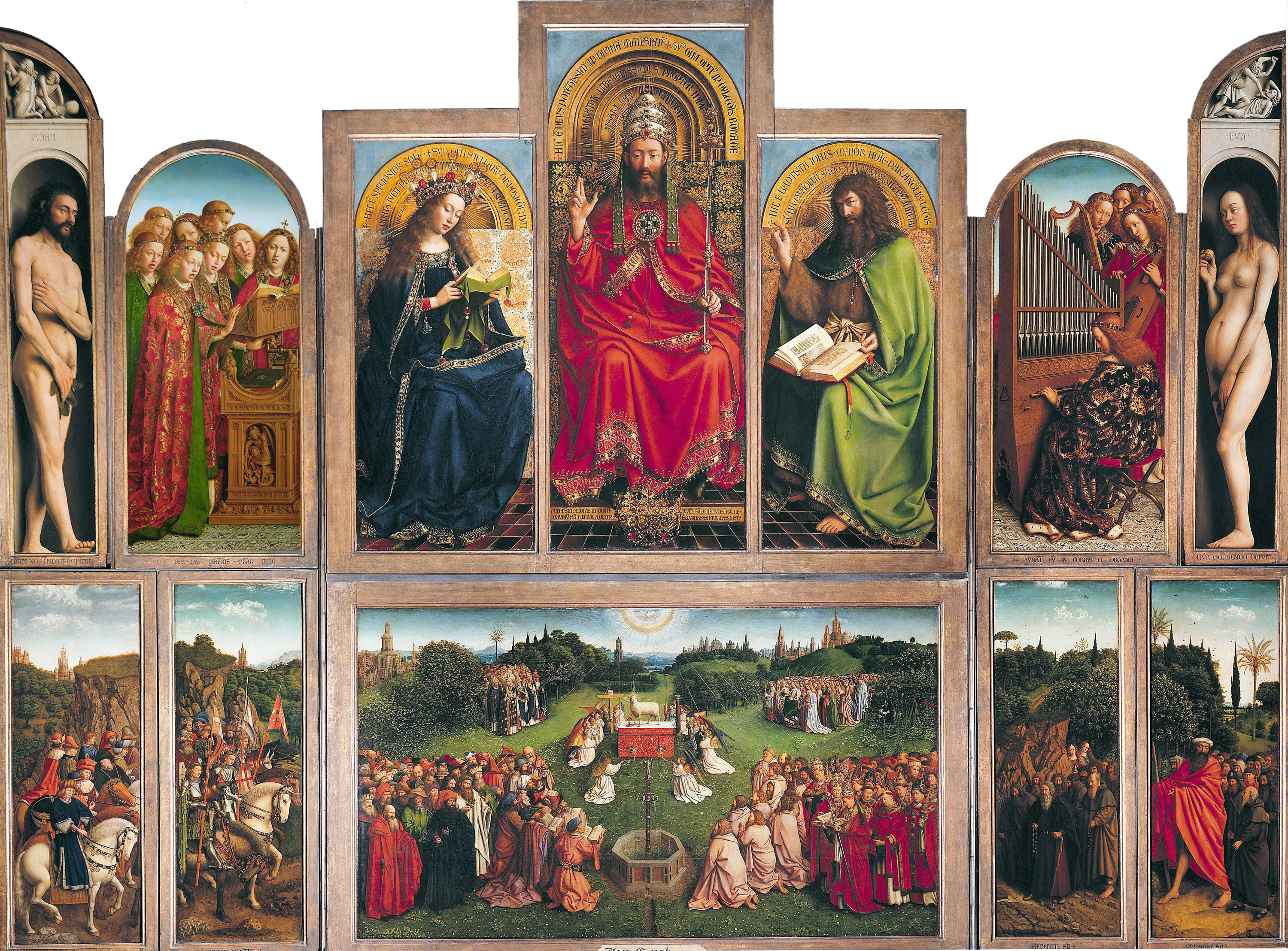
Genti oltárkép kitárva (1426-1432)
Hubert és Jan van Eyck testvérek közös alkotása

Jan van Eyck az udvari munkák mellett privát ügyfeleknek is készített festményeket. Legkiemelkedőbb közülük a Genti oltárkép, melyet Jodocus Vujdtsnek és feleségének, Batherine Borluutnak festett. Valamivel 1426 előtt kezdett a munkának és 1432-re fejezte be, legalábbis részben, ezt a poliptichont. Kevesen kérdőjelezik meg, hogy ez Európa legnagyobb hatást keltő önálló műve, mely jelenleg eredeti helyén, a St. Bavo katedrálisban, Gentben, Belgiumban látható. Viharos története van. Túlélte a 16. századi ikonrombolókat, a francia forradalmat, a változó ízlést, és legutóbb a náci fosztogatásokat. A II. világháború után egy sóbányában találták meg, restaurálásának története nagy figyelmet kapott a nyilvánosságtól és nagyban előmozdította a  festmények tudományos vizsgálatának módszereit. Nem volt kevésbé viharos a mű keletkezési körülményeinek értelmezése és magyarázata sem. Mivel egy bevésés Jan van Eyck és bátyja Hubert közös munkájának azonosítja a művet. A kérdés, hogy ki melyik részletet festhette, mitikus  magyarázatokra késztette a művészettörténészeket.
A szárnyas oltár húsz tábláját kétszázötven alak népesíti be. Számos táblaképen megjelenik a táj perspektívája, ehhez járul a kiegyensúlyozott, finom és aprólékos kidolgozás, amely mögött ott van egy erőteljes lélekre figyelés. Ezzel már el is kezdődött a németalföldi reneszánsz pontosan ugyanabban az időben, mint Firenzében.

### Egyéb munkái
Ami kivételnek mondható: Jan van Eyck gyakran írta alá és datálta munkáit a képkereten, melyet akkoriban a mű integráns részének tekintettek (a kettőt gyakran egyszerre festették meg). Mégis, az ünnepelt Az Arnolfini házaspár portrén (National Gallery (London)) van Eyck a festmény fekete falán, a konvex tükör fölött írta alá: "Johannes de Eyck  fuit hic 1434" (itt járt Jan van Eyck, 1434)- Ez talán a művészettörténészek által legtöbbet elemzett portré, de napjainkra egy sor népszerű interpretáció idejét múlttá vált. A festmény nem egy eljegyzési jelenetet, vagy bethrothalt ábrázol, ahogy Erwin Panowsky sejteti. A nőalak nem állapotos, és a ruhaemelő kéztartás egy gyakori kortárs átvétel (szűz) Szt. Katalinról (beleértve Jan van Eyck saját munkáját az ún. drezdai triptichont).
Figyelemre méltóak más művei is, beleértve a korai Madonna a templomban c. képét (Staatliche Museen, Berlin), melyen a hatalmas gótikus templombelső főhajójában látható Mária emberfeletti nagyságúra növelt figurája méltóságot sugároz. A két remek emlékpanel, a Madonna Rolin kancellárral (Louvre, Párizs) és a Van der Paele kanonok Madonnája 1436-ból. (Groeninge Museum, Bruges), az Angyali Üdvözlet (National Gallery of Art, Washington). A Madonna képek sorában még nevezetes a Luccai Madonna, eredeti címe: A trónon ülő Madonna a gyermek Jézussal, Mária szoptatja kisdedét, szinte hétköznapi lehetne a jelenet, de a téralakítás és a fényhatás emberi dolgok felé emeli. A szökőkutas Madonna, eredeti címe: Madonna a szökőkútnál 1439-ből, szinte miniatúrára emlékeztet a kép, sokan ezt tartják Jan van Eyck legköltőibb alkotásának. Számos megkapó portrét alkotott, így feleségéét, Margaretét (Bruges, Groeningemuseum), az önarcképként számontartott képet, gyakran Turbános férfi portréja címmel, jóllehet chaperont visel (National Gallery (London)) Sok más művének készítője vitás, segédeinek, vagy követőinek tulajdonított.
Mind a genti oltárképen, főleg az alsó szint centrumában elhelyezett Bárány imádása, Jan van Eyck Madonna Rolin kancellárral c. és Hubert van Eyck: Krisztus a kereszten c. képeken tanulmányozhatjuk a mögöttes táj- és városrészleteket, amelyek perspektívát adnak az alkotásoknak, s egyben a flamand tájképfestészet kezdetét jelentik. A Madonna Rolin kancellárral már egy kiegyensúlyozott, aprólékosan kidolgozott, gondosan megszerkesztett, lélekre figyelő korai reneszánsz alkotás.
Általánosan elterjedt hit volt a XIX. századig, hogy Jan van Eyck nemcsak a flamand tájfestészet előfutára, hanem az olajfestés feltalálója is. Eredete a tizenhatodik századra nyúlik vissza; Giorgio Vasari toszkán történetíró írásaiig. Annyi viszont igaz belőle, hogy perfekcionizmusra tett szert, és új, figyelemre méltó hatásokat alkalmazott ebben a technikában.

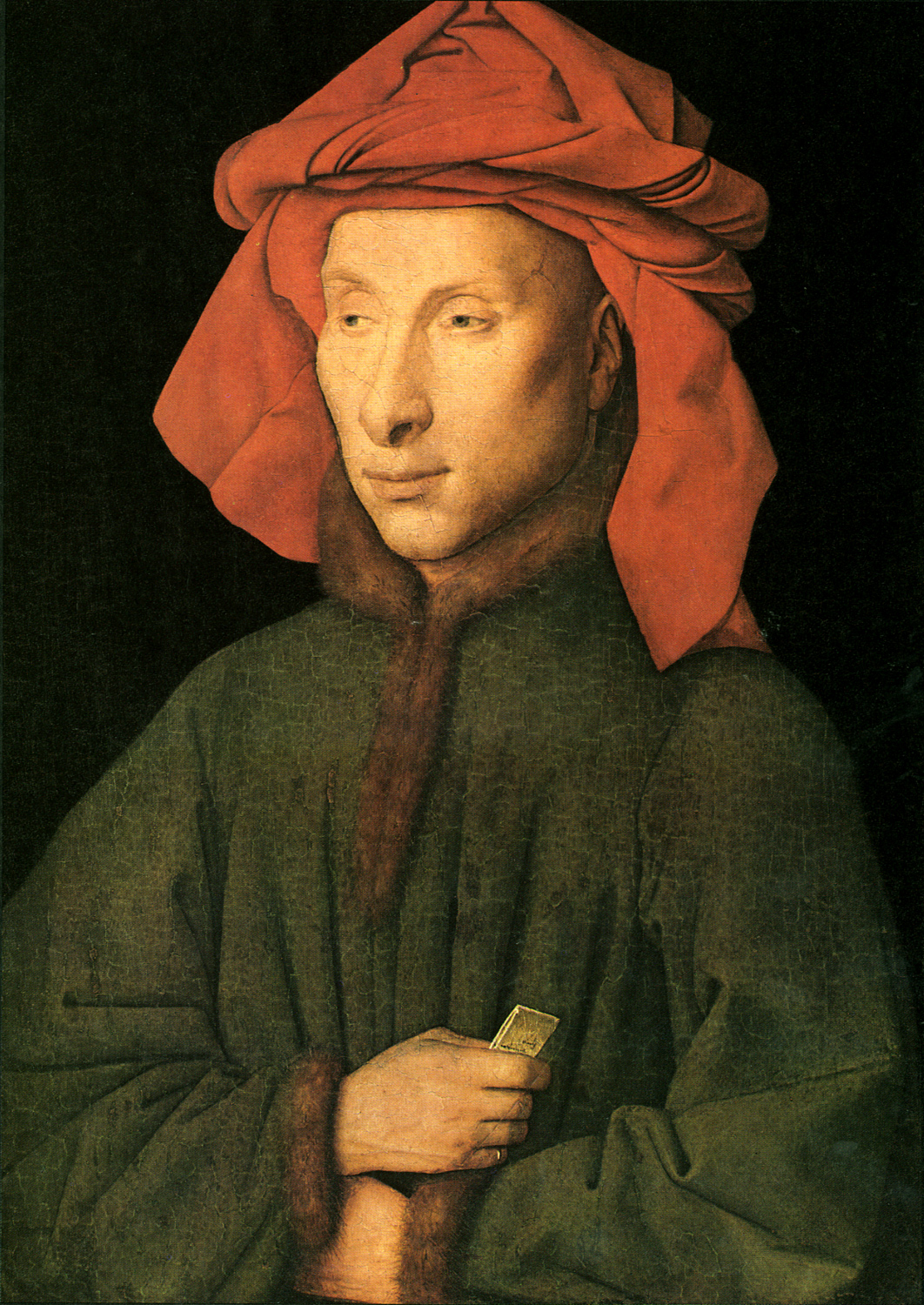
Giovanni Arnolfini portré (Berlini Képtár)
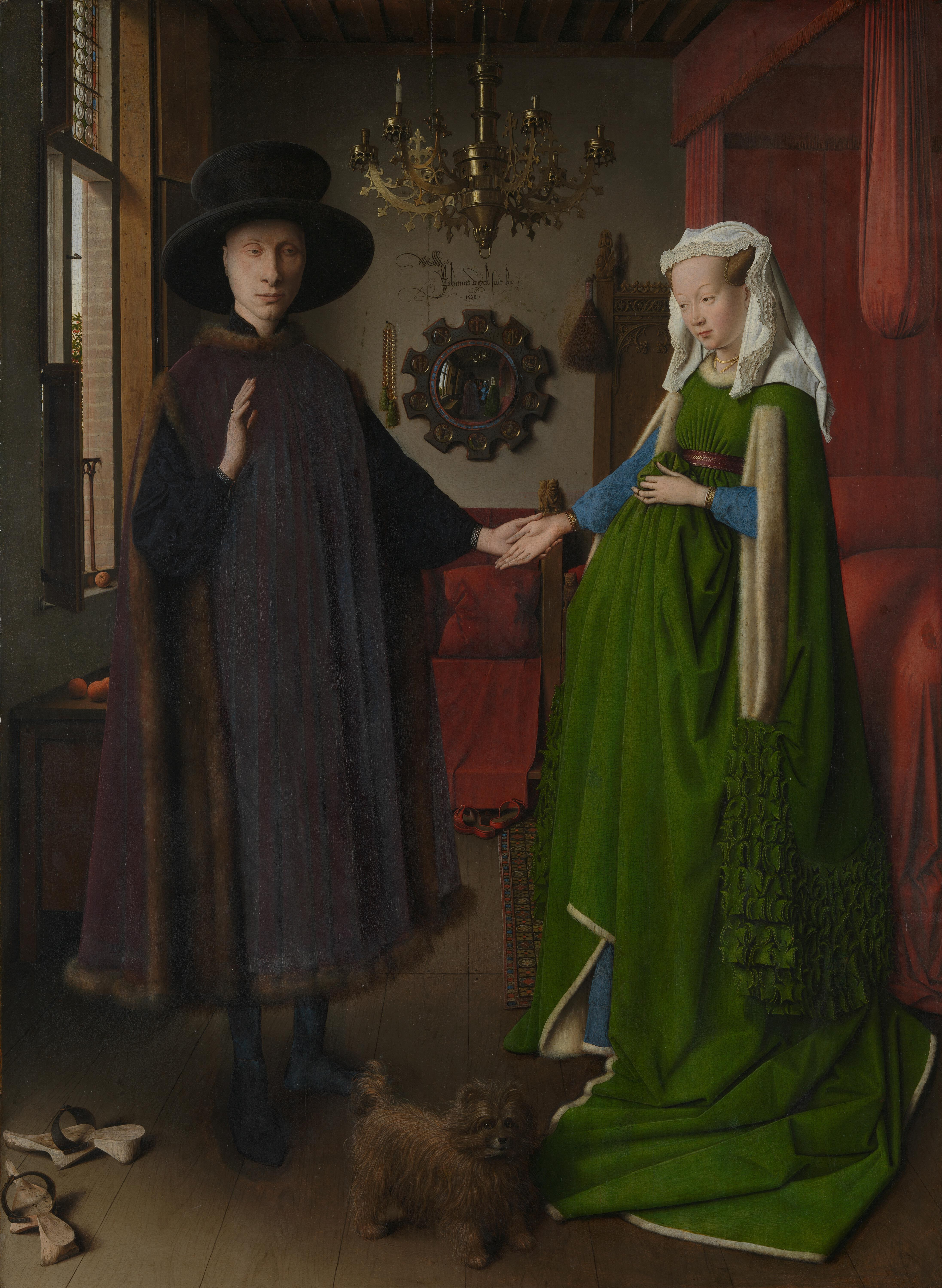
Arnolfini házaspár, (National Gallery (London))
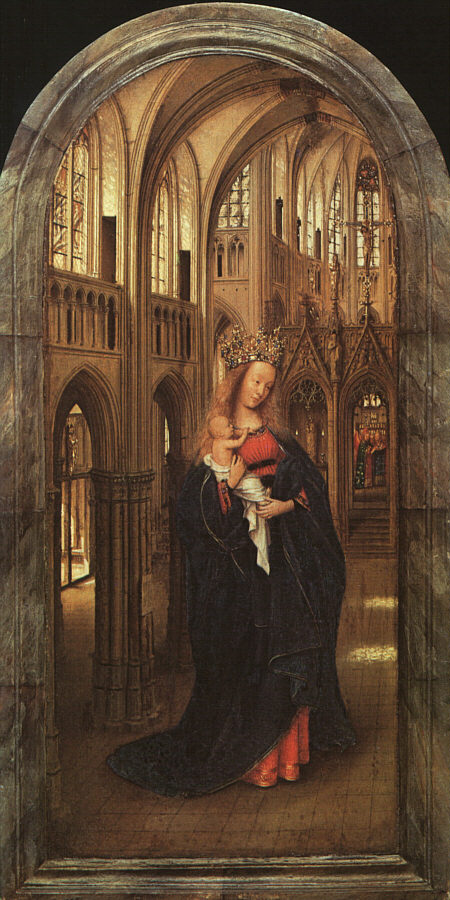
Madonna (Staatliche Museen Preußischer Kulturbesitz, Berlin)
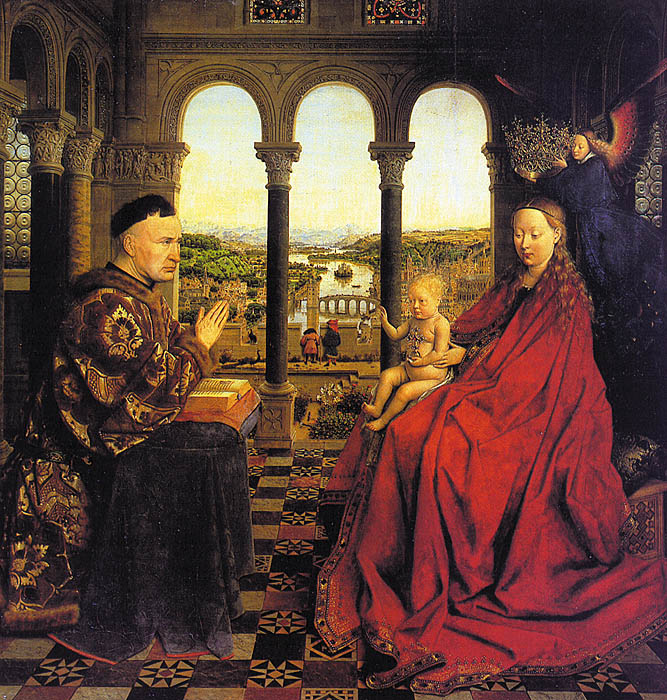
Madonna Rolin kancellárral, Louvre, Párizs
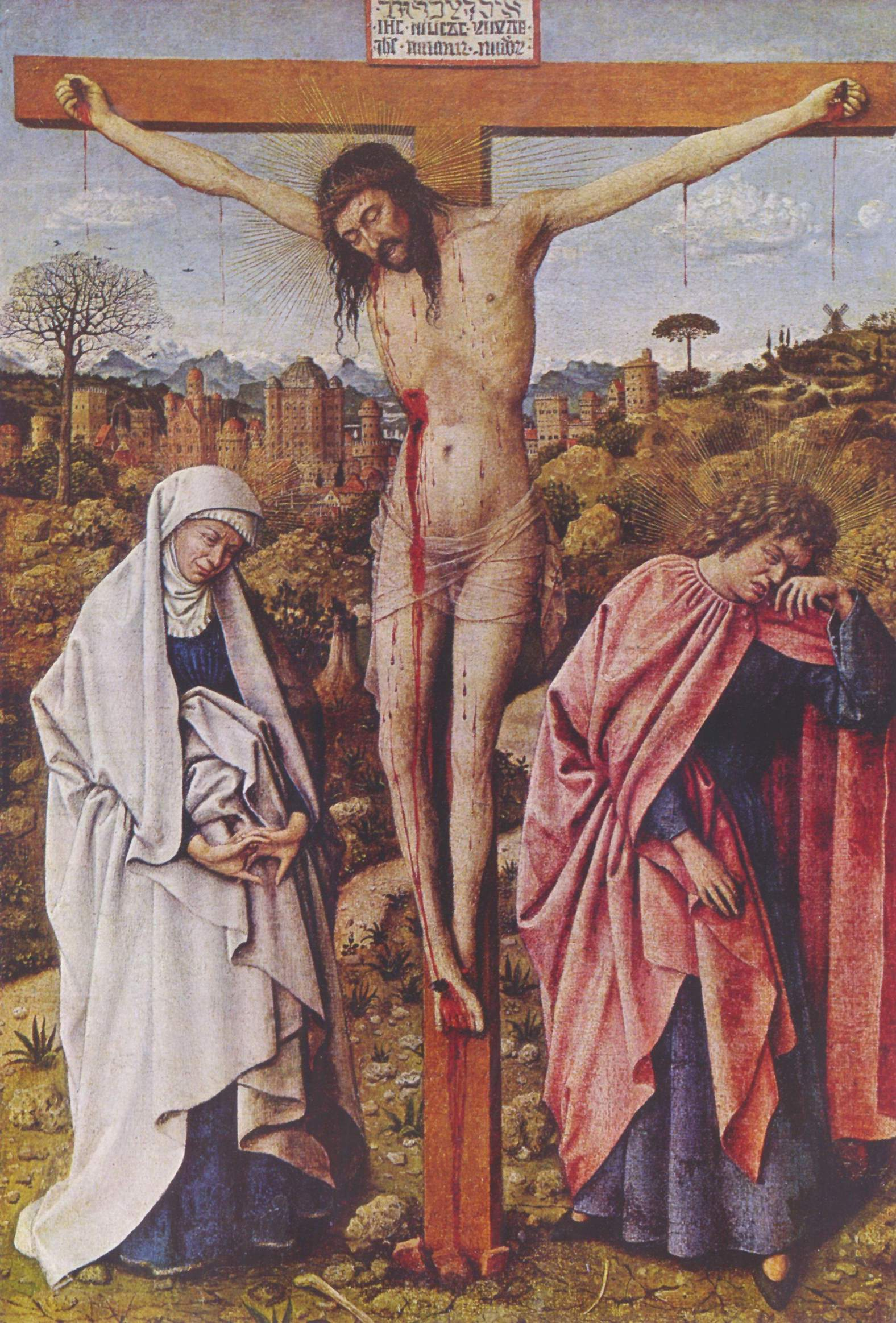
Hubert van Eyck: Krisztus a kereszten (Berlini Képtár)
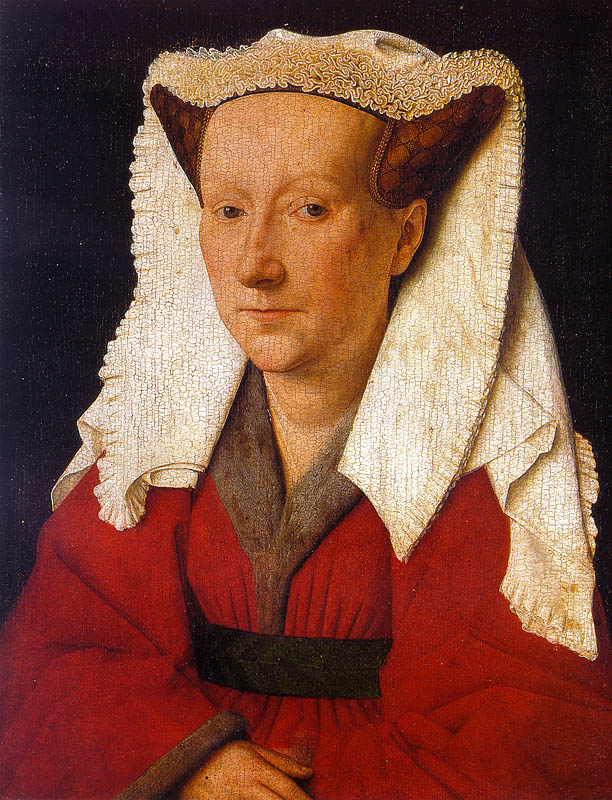
Margarete von Eyck (Szépművészeti Múzeum, Brügge)
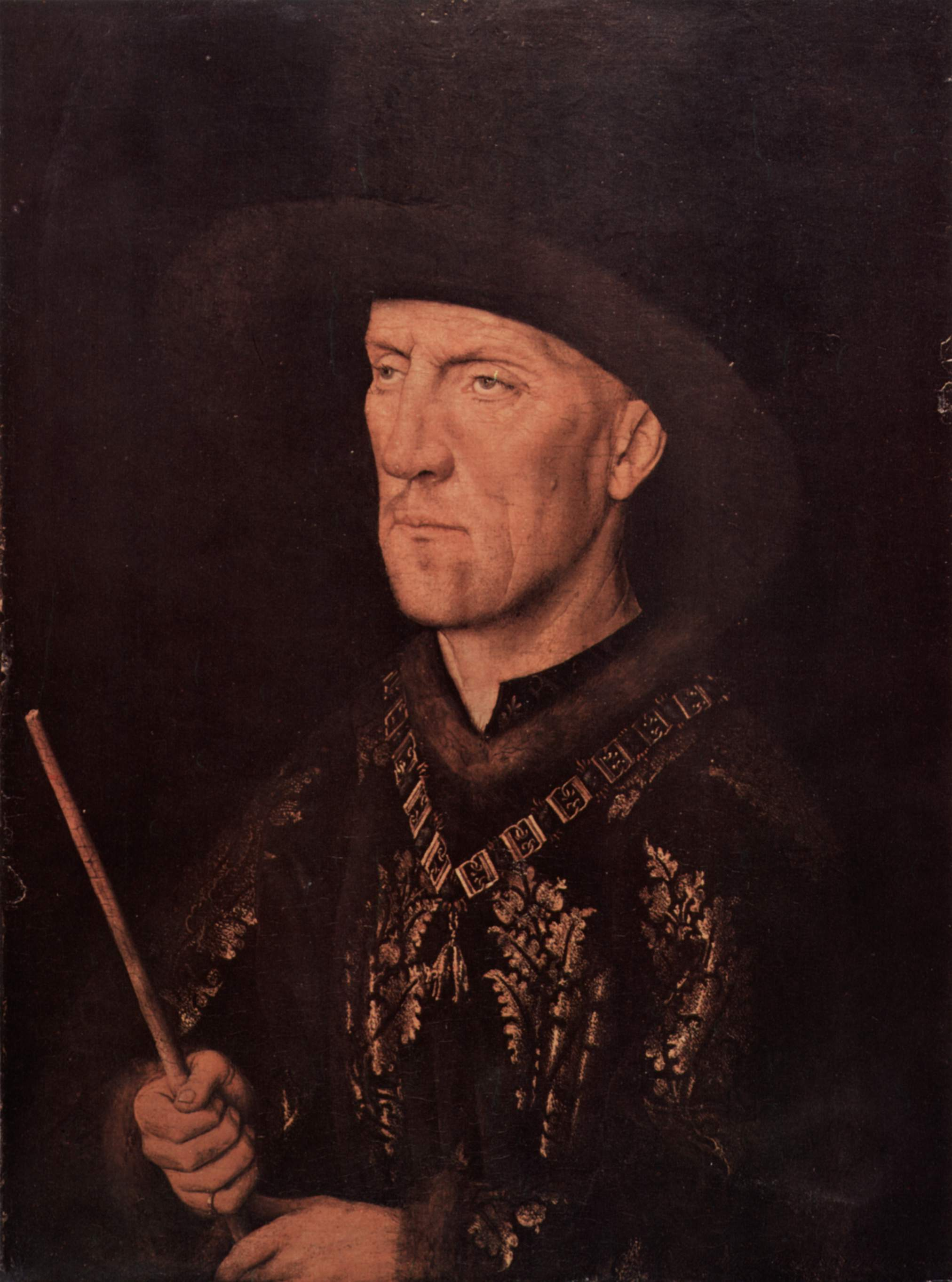
Balduin von Lannoy képe (Berlini Képtár)
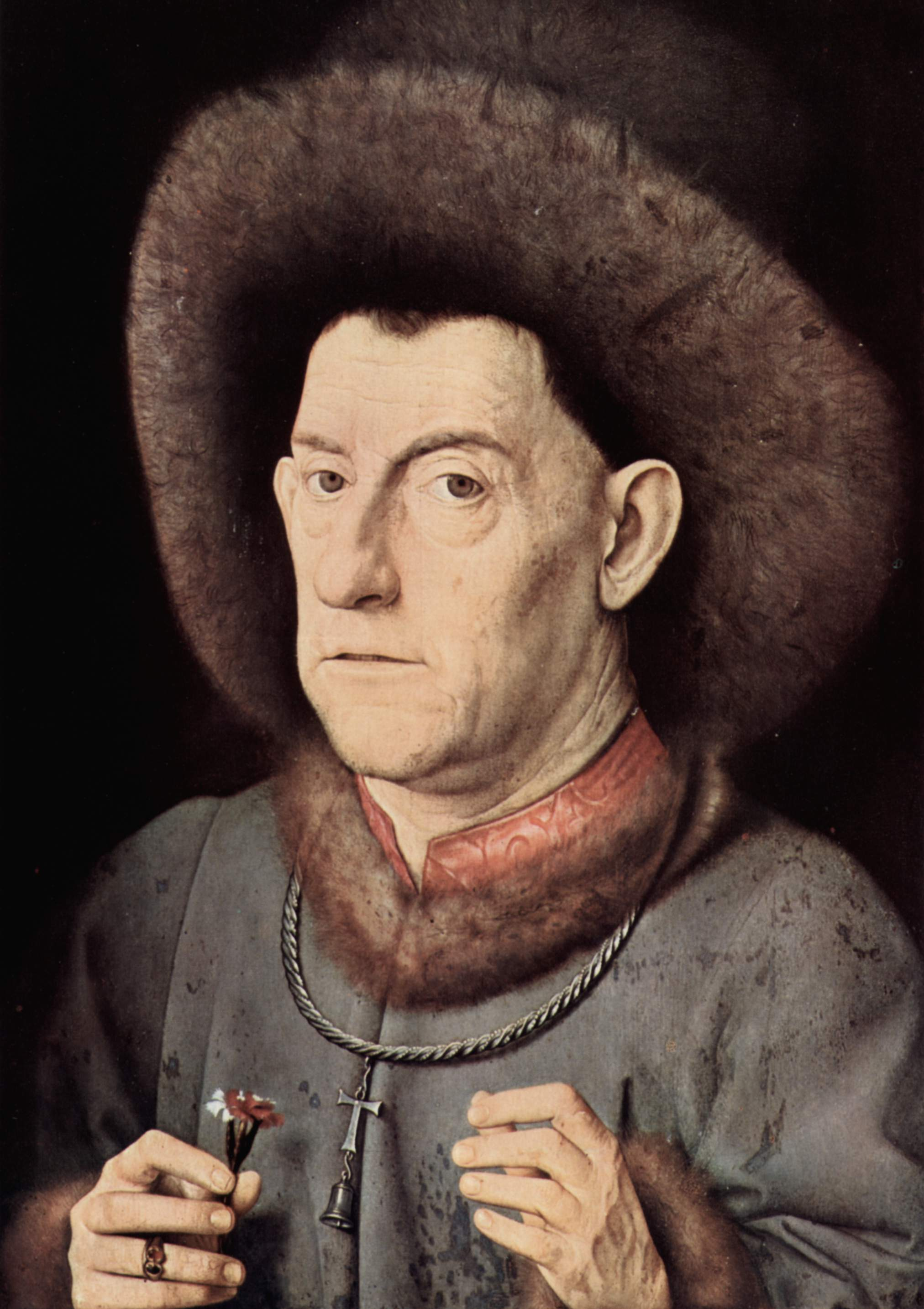
Férfi szegfűvel (Berlini Képtár)